# Uhorské
Uhorské este o comună slovacă, aflată în districtul Poltár din regiunea Banská Bystrica. Localitatea se află la altitudinea de 279 m deasupra n.m., se întinde pe o suprafață de 24,61 km2 și în 2017 număra 532 de locuitori. Se învecinează cu comuna Krná.

## Istoric
Localitatea Uhorské este atestată documentar din 1332.

## Demografie
| An:                | 1994 | 2004   | 2014   | 2024   |
| ------------------ | ---- | ------ | ------ | ------ |
| Număr de persoane: | 560  | 594    | 544    | 494    |
| Diferență:         |      | +6,07% | −8,41% | −9,19% |

| An:                | 2023 | 2024   |
| ------------------ | ---- | ------ |
| Număr de persoane: | 506  | 494    |
| Diferență:         |      | −2,37% |